# 히가시닛카와역
히가시닛카와역(일본어: 東新川駅, ひがしにっかわえき)은 일본 군마현 기류시에 있는 조모 전기 철도 조모 전기 철도 조모 선의 역이다.

## 역 구조
단선 승강장 1면 1선의 지상역으로 무인역이다.
플랫폼 상에는 니시키류 및 주오마에바시 방향의 역의 위치 안내가 있어 안내에 따라 탑승한다.

## 역 주변
역전의 직선 도로를 북쪽으로 500m정도 거리에 세븐 일레븐 군마 기리하라점이 있다. 현지 이용 목적을 위해서 설치된 역이므로 닛카와 동쪽 지구의 주택에 가까운 곳에 있다. 역전에 아동 공원이 있다.

## 역사
- 1993년 10월 19일: 영업 개시.

## 인접역
| ■ 조모 전기 철도 조모 선 | ■ 조모 전기 철도 조모 선 | ■ 조모 전기 철도 조모 선 |
| ------------------------ | ------------------------ | ------------------------ |
| 닛카와 주오마에바시 방면 |                          | 아카기 니시키류 방면     |